# Імператорські університети Російської імперії
Першим університетом на території колишньої Російської імперії був заснований Петром І в Санкт-Петербурзі Академічний університет, який проіснував до 1766 р. Але першим власне класичним імператорським університетом був заснований в 1755 році Імператорський Московський університет.
Всього за історію Російської імперії існувало дванадцять імператорських університетів. З них найдавнішим був заснований в 1579 році як Академія та університет віленський Товариства Ісуса Імператорський Віленський університет. Також він єдиний з університетів був зачинений, і після ліквідації став основою для новостворенного Імператорського університету Святого Володимира. Давню передросійську історію також мали Імператорський Олександрівський університет заснований в 1640 році як Королівська академія Обо та Імператорський Юр'ївський університет заснований в 1632 як Академія Густавіана.

## Список університетів
| Імператорські університети                   | Імператорські університети                                                                                                 | Імператорські університети | Правонаступники | Правонаступники        |
| Заснування та відкриття                      | Назва | Зображення                 | Назва | Місцезнаходження       |
| -------------------------------------------- | --- | -------------------------- | --- | ---------------------- |
| 12 (23) січня 1755 26 квітня (7 травня) 1826 | Імператорський Московський університет                                                                                     |                            | Московський державний університет імені М. В. Ломоносова Перший Московський державний медичний університет імені І. М. Сеченова | Москва                 |
| 4 (15) травня 1799 1 (13) травня 1802        | Імператорський Дерптський університет (1893—1917) Імператорський Юр'ївський університет (1893—1917)                        |                            | Тартуський університет Воронезький державний університет | Тарту Воронеж          |
| 18 (30) травня 1803                          | Імператорський Віленський університет                                                                                      |                            | Імператорський Університет Святого Володимира Імператорська римо-католицька духовна академія | Київ Санкт-Петербург   |
| 24 січня (5 лютого) 1803 17 (29) січня 1805  | Імператорський Харківський університет                                                                                     |                            | Харківський національний університет імені В. Н. Каразіна Харківський національний медичний університет Національний фармацевтичний університет Харківський національний економічний університет імені Семена Кузнеця Харківський національний педагогічний університет імені Григорія Сковороди Національний юридичний університет імені Ярослава Мудрого | Харків                 |
| 5 (17) листопада 1804                        | Імператорський Казанський університет                                                                                      |                            | Казанський федеральний університет Казанський державний медичний університет Казанський державний аграрний університет | Казань                 |
| 8 (20) лютого 1819 5 (17) листопада 1819     | Імператорський Санкт-Петербурзький університет (1821—1914) Петроградський Імператорський університет (1914—1917)           |                            | Санкт-Петербурзький державний університет | Санкт-Петербург        |
| 21 жовтня (2 листопада) 1819                 | Імператорський Олександрівський університет                                                                                |                            | Гельсінський університет | Гельсінки              |
| 15 (27) липня 1834                           | Імператорський університет Святого Володимира                                                                              |                            | Київський національний університет імені Т. Г. Шевченка Національний медичний університет імені О. О. Богомольця Національний педагогічний університет імені М. П. Драгоманова | Київ                   |
| 1 (13) травня 1865                           | Імператорський Новоросійський університет                                                                                  |                            | Одеський національний університет імені І. І. Мечникова Одеський національний медичний університет Національний університет «Одеська юридична академія» | Одеса                  |
| 12 (24) жовтня 1869                          | Імператорський Варшавський університет (1869—1917) Імператорський Варшавський університет в м. Ростові-на-Дону (1915—1917) |                            | Варшавський університет Південний федеральний університет Ростовський державний медичний університет | Варшава Ростов-на-Дону |
| 16 (28) травня 1878 22 липня (3 серпня) 1888 | Імператорський Томський університет                                                                                        |                            | Національний дослідницький Томський державний університет Сибірський державний медичний університет | Томськ                 |
| 10 (23) червня 1909                          | Імператорський Миколаївський університет                                                                                   |                            | Саратовський національний дослідницький державний університет ім. М. Г. Чернишевського Саратовський державний медичний університет ім. В. І. Разумовського Саратовський військово-медичний інститут | Саратов                |

## Історія
Після заснування Московського університету в 1755 р. та ліквідації Академічного університету в 1766 р., наступні п'ять університетів було засновано в перші роки правління Олександра I на початку XIX ст. Заснований раніше Імператорський Московський університет в цей період отримав перший устав (1804).
Цьому передувало створення Міністерства народної освіти (1802), завданням якого стає повна реорганізація всього навчального процесу в Російській імперії. Міністерство розробляє і публікує: «Статут університетів Російської імперії» і «Статут навчальних закладів, підвідомчих університетам» (1804). Вся територія Росії була розділена на 6 навчальних округів за кількістю існуючих та передбачуваних до відкриття університетів: Московський, Дерптський, Віленський, Петербурзький, Казанський і Харківський.

## Статути

### Статут 1804 року
Перший статут Імператорського Московського університету (розповсюджений тоді ж з незначними місцевими змінами на щойно відкриті Харківський та Казанський університети, в 1824 на Санкт-Петербурзький університет). Підписано імператором Олександром I 5 листопада 1804 року разом з Стверджувальною грамотою Імператорського Московського університету. Був частиною реформ системи народної освіти Росії початку XIX століття. Ще раніше були затверджені аналогічні статути для Дерптського (12 грудня 1802 роки) і Віленського (18 травня 1803 роки) університетів.

### Статут 1835 року
Загальний статут російських університетів, затверджений імператором Миколою I 26 липня 1835 року. Найбільш значну роль в підготовці Статуту зіграло Міністерство народної освіти на чолі з С. С. Уваровим.

### Статут 1863 року
Один з основних результатів університетської реформи в сфері освіти, що проводиться в загальному контексті «Великих реформ» імператора Олександра II. Статут відновлював університетське самоврядування. Попечитель здійснював тільки вищий нагляд за діяльністю університету в рамках статуту.
В університетах статутом були запроваджені аспірантури, завдяки цьому почалася підготовка викладачів. Було визначено науково-викладацький склад університетів: ординарні та екстраординарні професори, приват-доценти, лектори та особи, які допомагали забезпечувати навчальний процес на факультетах.

### Тимчасові правила 1905 року
Законодавчий акт, що доповнюів Статут 1884 і визначав порядок адміністративного устрою університетів. Указ «Про введення в дію Тимчасових правил про управління вищими навчальними закладами відомства Міністерства народної освіти» затверджений імператором Миколою II (27 серпня 1905 г.). Поява указу було безпосередньо пов'язане з подіями Революції 1905-1907 рр. "Тимчасові правила" були видані в зв'язку з припиненням занять в університетах через студентських заворушень. У них переглядалися викликали найбільший суспільний протест норми статуту 1884.
Правила надавали «надалі до введення в законодавчому порядку нових статутів вищих навчальних закладів» ряд нових прав: радам факультетів (факультетським зборам) — обирати деканів і їх секретарів з професорів і викладачів факультетів з наступним затвердженням обраних осіб міністерством народної освіти. На поради університетів покладалася відповідальність «про підтримку правильного ходу навчального життя в університеті», і «в тому випадку, якщо на прийняті Радою заходи в університеті відбудуться порушують правильний перебіг життя заворушення, Раді надається право клопотати про призупинення занять цілком або частиною на більш-менш тривалі терміни». Начальство над університетської інспекцією, по статуту 1884 належало попечителеві, передавалося ректору, який повинен був «піклуватися про підтримку в університеті порядку» і давати інспектору відповідні вказівки, при необхідності - за згодою Ради або обраної Радою Комісії.
Розгляд по студентським справах, як в Статуті 1863, передавався професорському дисциплінарному суду. Студентські справи, таким чином, знову цілком виявлялися у веденні університету, а не чиновників міністерства народної освіти, що задовольняло вимогам як ліберальної професури, так і більшості студентів.
Підготовлюваний в міністерстві новий університетський Статут так і не був введений в дію через наступні революційні події в 1917 році.

## Управління

### Рада університету
Рада університету (Рада професорів) — вищий колегіальний орган управління університетом, введений статутом 1804.
Статутом були встановлені основні права Ради відповідно до принципів університетської автономії. Рада був «вищою інстанцією у справах навчальних і судових», здійснювала обрання на університетські посади (за погодженням з попечителем і міністром народної освіти), стверджувала навчальний план, правила внутрішнього розпорядку для студентів, представлення факультетів на отримання вчених ступенів і звань, висувала конкурсні завдання на здобуття нагород і визначала нагороджених, брала участь в проведенні університетських судів (до 1835 року).
У Раді головував ректор (в його відсутність — проректор). Раду становили всі ординарні, заслужені і екстраординарні професори, а також ад'юнкти з правом голосу з навчальних питань (за статутом 1804) або доценти з правом дорадчого голосу (за Статутом 1863). В засіданнях також міг брати участь попечитель (за Статутом 1835 міг головувати в раді). Засідання Ради відбувалося один раз в місяць, воно вважалося правомочним, якщо в ньому брало участь не менше половини (з 1835 - 2/3) членів Ради. Рішення приймалися більшістю голосів від числа присутніх, за однакової кількості голосів ректор мав право вирішального голосу.
Щорічно в кінці навчального року проводилося Урочисте засідання Ради університету (Урочистий акт), в якому, крім членів Ради, брали участь гості університету, представники вищої державної влади, громадські діячі, меценати та благодійники. На Урочистому акті зачитувався річний звіт університету, з промовами по затвердженим Радою наукових тем виступали професори, мови і вірші читали студенти, відбувалося урочисте виробництво в студентське звання, оголошення імен закінчили університет і вручення дипломів на наукові ступені.
Права Ради університету були обмежені Статутом 1884 року, за яким він був перетворений в консультативний орган з наукових і навчальних питань при попечителях, зокрема з повноважень Ради було виведено рішення всіх кадрових питань.

#### Конференція професорів
Конференція професорів — дорадчий орган управління Московським університетом, введений Проектом про заснування Московського університету для обговорення питань наукової та навчальної діяльності університету. Перше засідання відбулося 16 (27) жовтня 1756 р. Після прийняття «Попередніх правил народної освіти» (1803) місце Конференції зайняв повноправний орган університетського самоврядування — Рада університету.
Конференція збиралася один раз в тиждень, по суботах, під головуванням директора університету; в особливо важливих випадках засідання відвідували куратори університету. На засіданнях кожен професор міг «уявити про все, що він по своїй професії побачить за необхідне потрібне і вимагає поправлення». Конференція збиралася один раз в тиждень, по суботах, під головуванням директора університету; в особливо важливих випадках засідання відвідували куратори університету. На засіданнях кожен професор міг «уявити про все, що він по своїй професії побачить за необхідне потрібне і вимагає поправлення». Конференція стверджувала порядок лекцій в університеті і навчальні посібники, якими повинні були користуватися професора при читанні лекцій. До відання Конференції ставилися всі студентські справи: прийом і виключення студентів, видача свідоцтв про навчання в університеті, щорічний розподіл медалей чи інших нагород кращим студентам, призначення покарань за провини. Конференція проводила випробування для вчителів, які шукають місця в університетській гімназії, а також екзаменувала молодих університетських вчених перед тим, як доручити їм читання лекцій. У Конференції відбувалися захисту дисертацій (в умовах, коли в університеті офіційно не були затверджені наукові ступені, Конференція призначала захист таких дисертацій для претендентів на професорські кафедри). Конференцією також вирішувалися питання комплектування університетської бібліотеки, змісту фізичного і мінералогічного кабінетів, затверджувалися теми промов професорів на урочистих актах в університеті.

### Університетські ректори

#### Директор
Директор — вища адміністративна посада в Імператорському Московському університеті (1755—1803). Була введена Проектом про заснування Московського університету і скасована в зв'язку з введенням посади ректора (1803). Директор призначався з числа сторонніх чиновників за поданням куратора університету. Директор повинен був «намагатися про добробут університету», розпоряджатися його фінансами, разом з професорами управляти навчальним процесом в університеті і університетської гімназії, вести переписку університету з установами місцями, робити регулярні звіти про діяльність університету кураторам і при необхідності вимагати їх апробації. Директор головував в конференції професорів і разом з ними розглядав питання, пов'язані з викладанням в університеті, зарахуванням нових вчителів в гімназію, розпоряджався прийомом і винятком студентів, видавав атестати про успішно зданих університетських іспитах, розподіляв студентські нагороди, спостерігав за виданням книг в друкарні університету.

#### Ректор
Ректор — вища адміністративна посада в університеті. Введена в російських університетах (1803) відповідно до «Попередніми правилами народної освіти». У Московському університеті посаду ректора прийшла на зміну посади директора. За статутом 1804 року обирався з ординарних професорів Радою університету шляхом балотування по більшості голосів строком на 1 рік (з 180 — на 3 роки, 1835 — на 4 роки). Затверджувався на посаді імператором за поданням міністра народної освіти. З 1850 року відповідно до Правил від 11.4.1849 «Про порядок обрання ректорів до університетів» ректор призначався міністром народної освіти. Статут 1863 повернув систему обрання ректора Радою університету. За статуту 1884 року «обирався» міністром народної освіти з ординарних професорів університету. Згідно Тимчасових правил 1905 року посада ректора знову стала виборною.
Ректор головував з правом вирішального голосу в засіданнях Ради університету, Правління та інших університетських комісіях, мав право головувати в Радах факультету, давав звіт про господарську діяльність університету спочатку Раді університету, а потім Правлінню. За статуту 1884 року ректор отримав право нагляду над викладачами з можливістю винесення догани і видалення з університету (щодо приват-доцентів), призначав дату прийомних і перекладних випробувань, підписував разом з професорами дипломи студентів про закінчення університету.

### Правління університету
Правління — адміністративний орган, який здійснює безпосереднє керівництво справами університету. Створено в 1804 році. У Московському університеті замінив раніше існуючу Канцелярію при директорі університету.
Відповідно до Статуту 1804 року Правління «укладає в собі виконавчу владу університету, займається внутрішнім пристроєм Університету і благочинністю, зноситься з іншими Державними місцями у справах до Університету стосуються». Правління складалося з ректора, деканів усіх факультетів, неодмінного засідателя (1804—1835), синдика (1835—1863), проректора (з 1863), радника з господарської частини (з 1884). У 1804-1835 рр. синдик запрошувався в Правління при розгляді справ університетського суду, що вимагає узгодження з державними законами. Відповідно до Статуту тисячі вісімсот тридцять п'ять і статуту 1863 при розгляді студентських справ в засіданнях Правління також міг брати участь інспектор з правом голосу нарівні з іншими членами. Засідання Правління відбувалися не рідше одного разу на тиждень, його протоколи і фінансові звіти повідомлялося попечителю.
Правління займалося господарським забезпеченням діяльності університетів, розподіляла грошові суми, що відпускалися на університет, контролювало доходи і витрати, брало участь як одна з інстанцій в університетському суді, займалося врегулюванням внутрішньоуніверситетських спірних питань і розбором студентських справ. Правління мало власну канцелярію на чолі з секретарем, який призначався попечителем (в 1835—1863 канцелярію очолював синдик), поліцію (з 1835), штат службовців (касир, бухгалтер, економ, екзекутор і ін.). За статуту 1884 Правління отримало право призначення на університетські посади, не пов'язані з викладанням.

## Викладацькі посади
Відповідно до законодавства Російської імперії університети були включені в загальний табель про ранги. Професорам і викладачам присвоювалися класні чини. Вони носили формені мундири. Ректор мав чин 5-го класу, ординарний професор — 7-го класу, екстраординарний професор, ад'юнкт і прозектор — 8-го класу. Вчені ступені також давали право на чини. При вступі на державну службу доктор наук отримував чин 8-го класу, магістр — 9-го, кандидат — 10-го класу.
До кінця служби багато професорів досягали чину дійсного статського радника (рівного генеральському званню), деяким вдавалося дослужитися до чину таємного радника. Вчений діяльність відкривала шлях до дворянства. Відповідно до законів, чин 9-го класу давав особисте, 4-го класу (дійсний статський радник) — спадкове дворянство.
У російських університетах до революції існували викладацькі посади і вчені звання ад'юнкта, приват-доцента, доцента, екстраординарного професора, ординарного професора, заслуженого професора.

### Ад'юнкт
Ад'юнкт — викладацька посада що існувала в Московському університеті з XVIII століття. Спочатку поза статутних законоположень, за аналогією з практикою європейських університетів. До штатної структури університетів введена за Статутом 1804 року. Ад'юнкт виконував обов'язки помічника ординарного професора кафедри, заміняв його в разі відсутності або хвороби, мав право читати власний університетський курс в рамках кафедри. Обрання на посаду ад'юнкта здійснювалося таємним голосуванням на засіданні Ради університету, стверджувалося міністром народної освіти (з 1835 року міністр мав право самостійно призначати ад'юнктів на вакантні місця). Разом з професорами ад'юнкт міг брати участь в засіданнях Ради університету і голосувати за навчальним питань, проте не мав права голосувати при виборі на університетські посади.
З 1835 роки для заняття посади ад'юнкта була потрібна вчена ступінь магістра. Вступником ад'юнкта присвоювався чин 8-го класу (колезький асесор). Вирізняються ад'юнкти могли представлятися Радою університету до заняття посади екстраординарного професора. У 1863 році посаду ад'юнкта фактично була замінена посадою доцента.

## Вчені ступені

### Доктор
Вища вчений ступінь в триступеневої системи ступенів доктор-магістр-кандидат, що присуджується радами факультетів Імператорських університетів Російської імперії. Існувала з 1803 р до скасування декретом РНК РРФСР в 1918 р всіх вчених ступенів і пов'язаних з ними прав.

### Магістр
Середня вчена ступінь в триступеневої системи ступенів доктор-магістр-кандидат, що присуджується радами факультетів Імператорських університетів Російської імперії. Існувала з 1803 р до скасування декретом РНК РРФСР в 1918 р всіх вчених ступенів і пов'язаних з ними прав.

### Кандидат
Нижча вчений ступінь в триступеневої системі ступенів доктор-магістр-кандидат, що присуджується випускникам радами факультетів Імператорських університетів Російської імперії. Існувала з 1803 до 1884 рік, коли була замінена видачею випускникам диплома І-го ступеня для більшості університетів Університетським статутом 1884 року. Ступінь продовжувала існувати тільки в двох Імператорських університетах, які не підпадали під дію цього статуту: Варшавському і Юр'ївському.
Остаточно ступінь кандидата університету була скасована декретом РНК РРФСР в 1918 році разом з іншими вченими ступенями і пов'язаними з ними правами.

### Дійсний студент
Ступінь привласнюється випускникам Імператорських університетів, що закінчили університет без відмінності (успішно витримав іспити, але не набрав потрібної для отримання ступеня кандидата університету кількості балів). Дійсний студент через рік після закінчення університету міг подати прохання для отримання наукового ступеня кандидата університету, і отримати її в разі успішного проходження випробування.
Існувала, як вчений ступінь, з 1803 до 1835 рік, після чого зберігалося, як звання для випускників університету, які закінчили курс без відмінності. Повне скасування сталася в 1884 році.

## Студенти університетів

### Кількість
Загальна кількість студентів в 1900 році — 16497 студентів та 1109 вільнослухачів. Найбільша кількість студентів припадала на Московський (4407 чи 29%), Петербурзький (3788 чі 22,9%), Київський (2604 чи 15,9%) та Харківський університети (1387 чи 8,4%).
Протягом останніх 20 років XIX ст. зміни кількісного складу за університетами мали наступний вигляд (в дужках % відношення):
| Університети        | 1880 р.     | 1885 р.     | 1890 р.     | 1894 р.     |
| ------------------- | ----------- | ----------- | ----------- | ----------- |
| Московський         | 1881 (22,9) | 3179 (24)   | 3492 (28)   | 3761 (27,3) |
| Санкт-Петербурзький | 1675 (20,5) | 2340 (18,5) | 1815 (14)   | 2673 (19,3) |
| Св. Володимира      | 1050 (12,8) | 1589 (11,5) | 1982 (16)   | 2453 (17)   |
| Юр'ївський          | 1073 (13,1) | 1485 (11,5) | 1694 (13)   | 1491 (11)   |
| Харківський         | 655 (8)     | 1372 (11)   | 1042 (8,5)  | 1090 (8)    |
| Варшавський         | 803 (9,8)   | 1395 (10,5) | 1274 (10,2) | 1152 (8,5)  |
| Казанський          | 794 (8,6)   | 969 (8,5)   | 755 (6,5)   | 816 (5)     |
| Новоросійський      | 352 (4,8)   | 610 (4,5)   | 441 (3,8)   | 506 (3,5)   |
| Всього:             | 8193 (100)  | 12939 (100) | 12495 (100) | 13944 (100) |

В університетах що не увійшли до списку (1894):
В Олександрівському университете — 965 студентів.
В Томському університеті — 387 студентів.
За факультетами студенти розподілялися таким чином (у %):
| Факультети            | 1880 р. | 1885 р. | 1894 р. | 1899 р. |
| --------------------- | ------- | ------- | ------- | ------- |
| Юридичний             | 22,3    | 30,2    | 36,9    | 43,1    |
| Медичний              | 46      | 38      | 37      | 28,1    |
| Фізико-математичний   | 20      | 21,2    | 20,3    | 22,9    |
| Історико-філологічний | 11,3    | 9,8     | 5,2     | 3,9     |
| Східних мов           | 0,4     | 0,8     | 0,6     | 1,1     |

## Відзнаки, почесні звання і нагороди

### Почесні члени університетів
Почесний член університету — почесне звання, що надавалось в знак визнання особливих заслуг в області науки і освіти. Звання було встановлено Статутом 1804 року. Університети отримали право вшановувати цим званням людей, «які прославилися вченням і даруваннями, як з природних росіян, так і з іноземців». Відповідно до статуту 1804 року університети отримали право вшановувати цим званням людей, «які прославилися вченням і даруваннями, як з природних Росіян, так і з іноземців». Іноземні почесні члени за поданням Ради університету мали отримувати щорічну платню і вести з університетом листування, повідомляючи про європейські наукові досягнення і виконуючи різні доручення університету за кордоном. При їх виборі перевага віддавалася професорам іноземних університетів і членам академій. Одним з перших почесних членів серед росіян був обраний меценат П. Г. Демідов. Серед іноземців почесними членами Московського університету в 1804 були обрані Й. В. Гете, Ф. Шиллер і К. М. Віланд.
Звання почесного члена університетів присвоювалося до 1917 року.

### Заслужені професори
Заслужений професор — почесне звання, з 1804 року що надається професорам університетів за 25 років бездоганної служби з призначенням пенсії в розмірі річного окладу. З 1835 року вчений, який вислужився до звання заслуженого професора, звільнявся з університету, а його кафедра оголошувалася вакантною. Заслужений професор мав право повторно балотуватися по кафедрі на термін ще до п'яти років, але після закінчення терміну вторинного обрання міг продовжити викладання тільки з дозволу міністра народної освіти при відсутності належної заміни серед більш молодих вчених університету. Заслужений професор мав також право брати участь у всіх факультетських і загальноуніверситетських зборах.
Звання було скасовано в 1918 році.